# 잭 체스브로

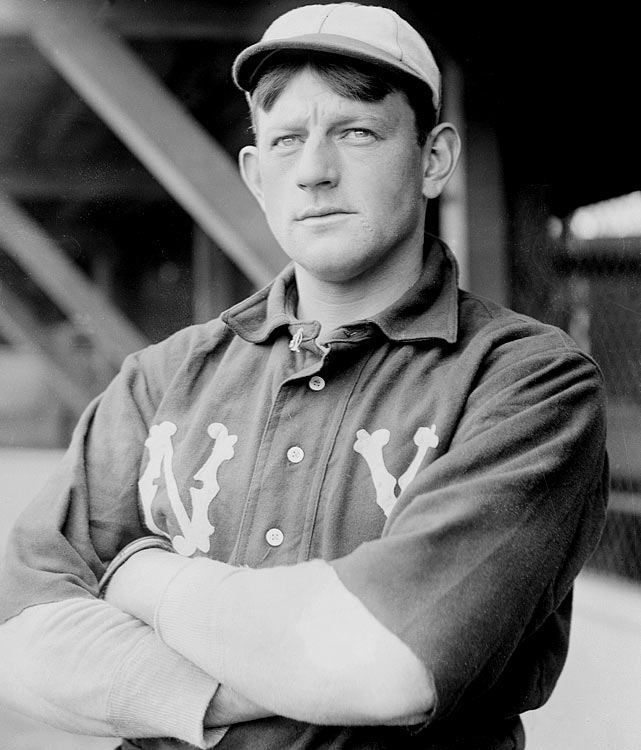

잭 체스브로(Jack Chesbro, 본명: 존 드와이트 체스브로, John Dwight Chesbro, 1874년 6월 5일 ~ 1931년 11월 6일)는 미국의 프로 야구 투수였다. "해피 잭"(Happy Jack)이라는 별명을 가진 체스브로는 메이저 리그 베이스볼(MLB)의 피츠버그 파이리츠(1899-1902), 뉴욕 하이랜더스(1903-1909), 보스턴 레드삭스(1909)에서 뛰었다. Chesbro는 198-132의 승패 기록, 2.68의 평균 자책점, 1,265개의 삼진을 기록하며 자신의 경력을 마쳤다. 1904년 시즌 동안 그의 41승은 아메리칸 리그 기록으로 남아있다. 일부 투수들은 1901년 이전의 특정 시즌에 더 많은 승리를 거두었지만 역사가들은 1901년을 '현대' 메이저 리그 야구의 시작으로 규정하고 잭 체스브로와 그의 1904년 총 승수를 현대 메이저 리그 기록으로 언급하고 인정한다. 어떤 사람들은 체스브로의 한 시즌 41승을 깨지지 않는 기록으로 본다.
체스브로의 1904년 선발 투수 총 51경기와 완료 48경기도 아메리칸 리그 단일 시즌 기록이기 때문에 그의 1904년 총 승수와 동일한 역사적 범주에 속한다. 총 승수와 마찬가지로 시작된 게임과 전체 게임에 대한 1904년 단일 시즌 총계는 20세기 초 아메리칸 리그와 내셔널 리그의 공존 이후 아메리칸 리그나 내셔널 리그의 투수가 기록한 메이저 리그로서의 리그 최다 기록이기도 하다. 1901년을 메이저 리그 야구의 현대 시대의 시작으로 규정한다면 잭 체스브로는 현대 메이저 리그 단일 시즌 단일 시즌 기록(투수 승리(41)), 투수가 선발 경기(51), 완투 경기(51)를 보유하고 있다.
체스브로는 1946년 재향군인회에 의해 미국 야구 명예의 전당에 헌액되었지만 미국야구기자협회(BBWAA)에서는 거의 고려를 받지 못했다. 일부 야구 역사가들은 1946년 선거를 실수로 간주하고 체스브로가 전적으로 그의 1904년 시즌을 기준으로 선출되었다고 믿는다.